# Ostrovus mitsukonis
Ostrovus mitsukonis is een steenvlieg uit de familie Perlodidae. De wetenschappelijke naam van de soort is voor het eerst geldig gepubliceerd in 1940 door Okamoto & Kohno.